# Passaic River
Der Passaic River [pəˈseɪ.ɨk] ist ein 129 km langer Fluss im Norden des US-Bundesstaates New Jersey.
Der Oberlauf des Passaic River macht viele Flussschleifen und mäandert durch das Sumpfgebiet Great Swamp der lowlands zwischen den Hügeln des urbanen und suburbanen Nord-New Jersey. Dabei entwässert er zusammen mit seinen Zuflüssen den Nordteil des Staates. Der Unterlauf verläuft weitgehend durch urbanisierte und industrialisierte Gebiete von New Jersey. Dabei passiert er auch das Zentrum von Newark. Der untere Flussabschnitt des Passaic River ist von schweren Verschmutzungen betroffen.

## Zuflüsse
Zuflüsse des Passaic River in Aufstromrichtung sind:

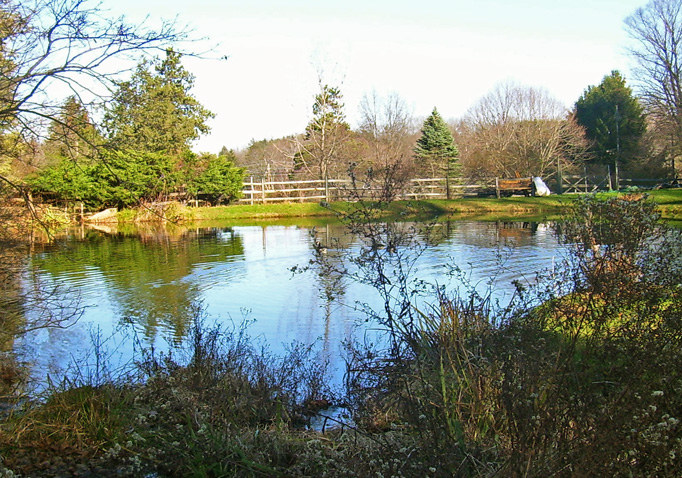
Quelle des Passaic River bei Mendham

- First River (a.k.a. Mill Brook)
- Second River
- Third River oder Yanticaw River
- McDonalds Brook
- Weasel Brook
- Saddle River
  - Ho-Ho-Kus Brook
- Fleischer Brook
- Lyncrest Brook
- Little Diamond Brook
- Diamond Brook
- Stevenson Brook
- Goffle Brook
  - Deep Voll Brook
- Molly Ann Brook
  - Squaw Brook
- Slippery Rock Brook
- Peckman River
- Singac Brook
- Deepavaal Brook
- Pompton River
  - Pequannock River
    - Wanaque River

  - Ramapo River
    - Mahwah River
- Rockaway River
  - Whippany River
- Foulerton's Brook
- Spring Garden Brook
- Slough Brook

- Canoe Brook
- Cory’s Brook
- Dead River
- Black Brook
- Great Brook
- Loantaka Brook
- Primrose Brook
- Penns Brook
- Indian Grove Brook
- Naakpunkt Brook
- Salt Brook